# Občina Pivka
Občina Pivka (slovinsky Občina Pivka, německy Gemeinde Sankt Peter in der Krain) je jednou z 212 občin ve Slovinsku. Nachází se na jihozápadě státu v Přímořsko-vnitrokraňském regionu na území historických zemí Kraňsko a Přímoří. Občinu tvoří 29 sídel, její rozloha je 223,3 km² a k 1. lednu 2017 zde žilo 6 073 obyvatel. Správním střediskem občiny je Pivka.

## Členění občiny
Občina se dělí na sídla:
- Buje
- Čepno
- Dolnja Košana
- Drskovče
- Gornja Košana
- Gradec
- Juršče
- Kal
- Klenik
- Mala Pristava
- Nadanje selo
- Narin
- Neverke
- Nova Sušica
- Palčje
- Parje
- Petelinje
- Pivka
- Ribnica
- Selce
- Slovenska vas
- Stara Sušica
- Suhorje
- Šmihel
- Šilentabor
- Trnje
- Velika Pristava
- Volče
- Zagorje